# Delain (Francja)
Delain – miejscowość i gmina we Francji, w regionie Burgundia-Franche-Comté, w departamencie Górna Saona.
Według danych na rok 1990 gminę zamieszkiwały 193 osoby, a gęstość zaludnienia wynosiła 16 osób/km² (wśród 1786 gmin Franche-Comté Delain plasuje się na 552. miejscu pod względem liczby ludności, natomiast pod względem powierzchni na miejscu 330.).